# Strada europea E314
La strada europea E314  è una strada di classe B, lunga 136 km, il cui percorso si snoda tra Belgio, Paesi Bassi e Germania. Dalla designazione con l'ultimo numero pari si può evincere che il suo sviluppo è in direzione ovest-est.
Collega la città di Lovanio con Aquisgrana.